# Aniano di Alessandria
Aniano (Alessandria d'Egitto, ... – Alessandria d'Egitto, 82) fu il secondo vescovo di Alessandria d'Egitto.
Fu nominato successore di San Marco evangelista e fu anche la prima persona ad essere convertita da quest'ultimo nella regione. La sua agiografia è narrata negli apocrifi Atti di San Marco nonché nell'opera storiografica di Eusebio di Cesarea.

## Biografia
Le fonti predette narrano che san Marco, dopo il viaggio in Cirenaica, una volta entrato a Rakotis, sobborgo di Alessandria, cercò un calzolaio a causa della rottura di uno dei suoi sandali. Si recò nella bottega di Aniano il quale, mentre era intento nelle riparazioni, si punse la mano con l'ago da lavoro. Il calzolaio proruppe allora nel grido Heis ho Theos ("Dio è uno") in preda al dolore. Marco colse l'occasione del grido di Aniano per predicare al medesimo il Vangelo, guarendogli nel frattempo miracolosamente la ferita.

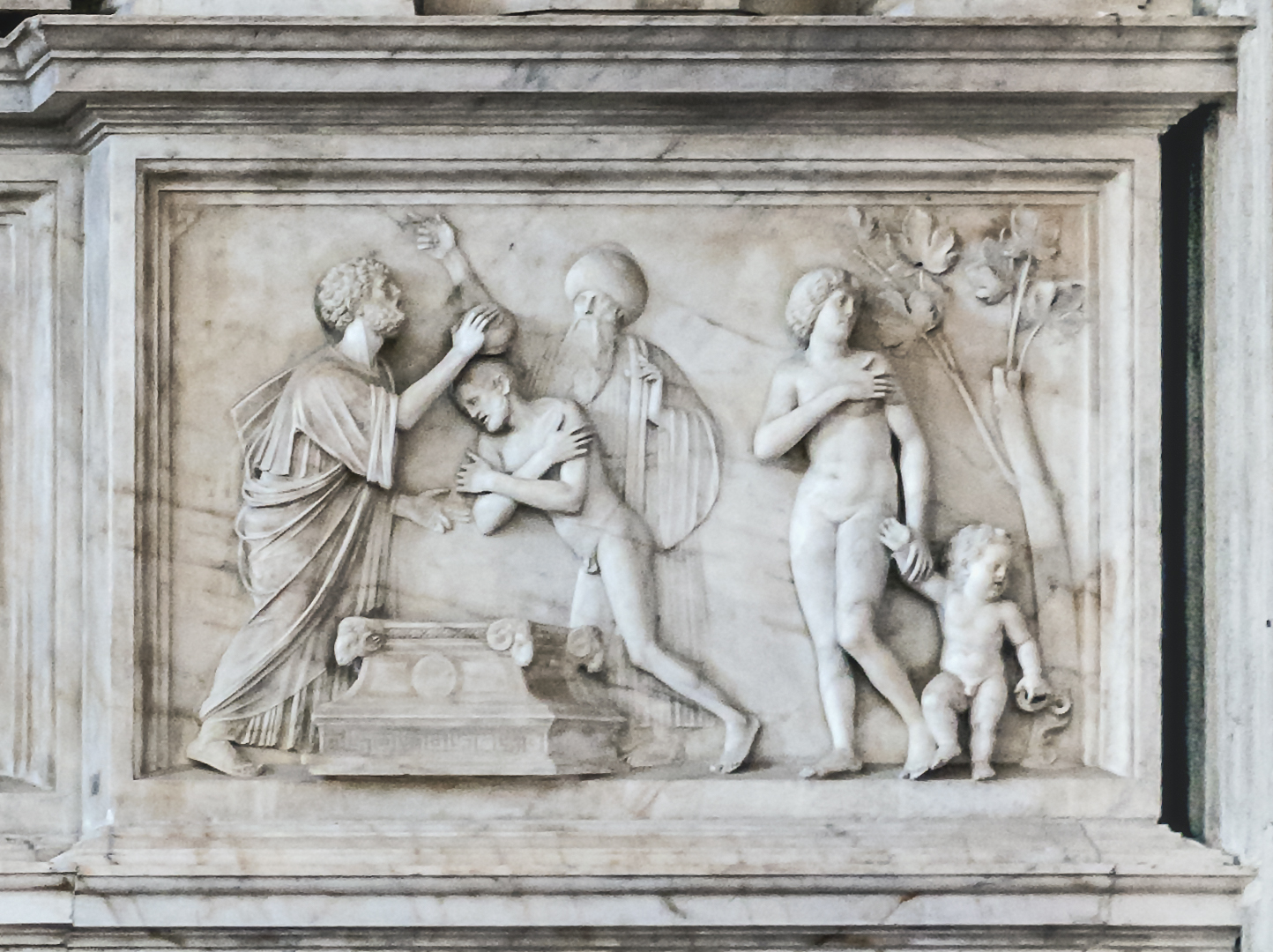
Tullio Lombardo, San Marco battezza sant'Aniano, – particolare del basamento del Monumento a Giovanni Mocenigo, Basilica dei Santi Giovanni e Paolo, Venezia

Marco fu in seguito invitato dallo stesso nella propria casa, dove predicò il Vangelo anche alla famiglia del calzolaio e battezzò la stessa insieme al padrone di casa. Un gran numero di nativi furono presto convertiti da Marco e dai suoi seguaci, causando nel contempo un ritorno alle pratiche pagane di coloro i quali, rifiutando la conversione, si sentirono in obbligo di difendere gli dei locali dalla nuova fede.
Il perché Aniano si professasse già monoteista durante il suo incontro con Marco è solo ipotizzabile. Secondo alcuni, era egli stesso un ebreo, o forse un nativo pagano convertitosi (ad Alessandria era infatti presente una fiorente comunità ebraica).

## Ordinazione di Aniano
A seguito dell'inasprimento dei rapporti con i non cristiani Marco decise di lasciare Alessandria per un certo periodo, ordinando Aniano vescovo. Ordinò inoltre tre presbiteri e sette diaconi. Incaricò queste persone di guidare in sua assenza la Chiesa.
Marco rimase lontano per due anni, durante i quali si recò a Roma, Aquileia e Ravenna, predicando e convertendo le popolazioni locali. Al suo ritorno trovò la Chiesa alessandrina implementata considerevolmente. I fedeli, durante la sua assenza, avevano inoltre costruito un edificio religioso a Baucalis, nella parte orientale del porto di Alessandria, conosciuto anche come Portus Magnus durante la Dinastia tolemaica.
A seguito del martirio di Marco, avvenuto il trentesimo giorno di Baramudah, Aniano diventò guida e punto di riferimento della chiesa alessandrina. Svolse tale carica per diciassette anni e mezzo. Durante tale periodo il numero di fedeli crebbe considerevolmente permettendo a quest'ultimo di ordinare nuovi preti e diaconi. Aniano morì nel proprio letto e fu seppellito vicino a Marco a Baucalis.

## Controversia
È controverso se Aniano sia da considerare il primo o secondo patriarca di Alessandria. La Chiesa cattolica e quelle ortodosse ritengono sia stato il primo, mentre la copta lo enumera come secondo, conferendo il ruolo di primo a san Marco.

## Venerazione
Viene venerato come santo dalla Chiesa cattolica e da quelle ortodosse che lo ricordano il 25 aprile. La Chiesa copta lo commemora il 16 novembre. Il corpo del Santo è custodito nella Chiesa di San Clemente a Venezia.